# Redwoodtown
Redwoodtown  est une localité située dans la région de Malborough dans l’Île du Sud de la Nouvelle-Zélande , .

## Situation
C’est une banlieue située au sud du district central de la ville de Blenheim.

## Population
Selon le recensement de 2013 en Nouvelle-Zélande, Redwoodtown avait une population de 5 349 habitants, en augmentation de 186 résidents depuis celui de 2006.
Il y a 2 499 hommes et 2 853 femmes.

## Éducation
Les écoles de «Redwoodtown School» et «Richmond View School» sont mixtes et assurent l’ensemble du primaire (allant de l’année 1 à 8), avec un effectif respectivement de 316 élèves et 159 enfants en mars 2021 ,
Richmond View est une école intégrée au système d’état mais avec une perspective chrétienne .